# راشد لاهي
راشد لاهي (مواليد 22 أبريل 1990) لاعب كرة قدم إماراتي يجيد اللعب في الدفاع في نادي جلف.
لعب سابقاً مع أندية الوحدة والشباب و اتحاد كلباء و الفجيرة ومسافي و التعاون و العربي و نادي جلف.

## روابط خارجية
- راشد لاهي على موقع Soccerway.com (الإنجليزية)
- راشد لاهي على موقع كووورة